# Bałamątek
Bałamątek (deutsch Alte Mühle, kasch. Stôri Młin) ist ein Dorf im Nordwesten der polnischen Woiwodschaft Pommern. Es gehört zur Landgemeinde Ustka (Stolpmünde) im Powiat Słupski (Kreis Stolp).

## Geografische Lage
Bałamątek liegt drei Kilometer von der Ostseeküste entfernt an einer Straße, die Objazda (Wobesde) mit Rowy (Rowe) und Rówek (Klein Rowe) an der Lupow (Łupawa) verbindet. Bis 1945 bestand ein Bahnanschluss über die lediglich einen Kilometer entfernte Station Wobesde an der Bahnstrecke Stolpmünde–Gabel–Stolp der Stolper Bahnen.

## Geschichte
In seiner Geschichte ist Alte Mühle immer mit der Gemeinde Wobesde (Objazda) verbunden gewesen. Bis 1945 war es eine Ortschaft innerhalb dieser Gemeinde, die Sitz eines Amts- und eines Standesamtsbezirkes war und zum Landkreis Stolp im Regierungsbezirk Köslin (Koszalin) der preußischen Provinz Pommern gehörte.
Seit 1945 ist Alte Mühle unter der Ortsbezeichnung Bałamątek polnisch und heute ein Teil der Gmina Ustka im Powiat Słupski in der Woiwodschaft Pommern (1975 bis 1998 Woiwodschaft Słupsk). Bałamątek ist dem Schulzenamt Objazda eingegliedert.

## Kirche
Kirchlich war Alte Mühle bis 1945 in das evangelische Kirchspiel Rowe (heute polnisch: Rowy) eingepfarrt. Es gehörte zum Kirchenkreis Stolp-Altstadt im Ostsprengel der Kirchenprovinz Pommern der Kirche der Altpreußischen Union.
Seit 1945 gehört Bałamątek zur katholischen Pfarrei Objazda im Dekanat Główczyce (Glowitz) im Bistum Pelplin der Katholischen Kirche in Polen. Hier lebende evangelische Kirchenglieder gehören nun zur Kreuzkirchengemeinde in Słupsk in der Diözese Pommern-Großpolen der Evangelisch-Augsburgischen Kirche in Polen.

## Schule
Schulisch war Alte Mühle bis 1945 nach Wobesde (Objazda) hin orientiert.